# Hywel ab Owain Gwynedd
Hywel ap Owain Gwynedd (Gwynedd, 1130 – 1170) è stato un poeta e nobile gallese, figlio illegittimo di Owain Gwynedd e dell'irlandese Pyfog, da cui deriva il soprannome Hywel ap Gwyddeles (Hywel figlio di una donna irlandese). Fu, per breve tempo, re del Gwynedd alla morte del padre.
Nel 1143 suo zio, Cadwaladr ap Gruffydd, che aveva possedimenti nel Meirionnydd e nel Ceredigion fu coinvolto nell'assassinio di Anarawd ap Gruffydd del Deheubarth. Owain rispose inviando Hywel a strappargli le terre del Ceredigion del nord, catturando e bruciando il castello di Aberystwyth. Nel 1147, Hywel e suo fratello Cynan cacciarono Cadwaladr dal Meirionnydd. Hywel perse il Ceredigion del sud nel 1150 quando Cadell ap Gruffydd del Deheubarth lo scacciò a nord del fiume Aeron e reclamò le terre.
Dopo la morte di Owain Gwynedd (1170), i suoi figli entrarono in conflitto tra di loro per il dominio del Gwynedd. Hywel fu riconosciuto da molti come l'erede naturale di Owain, ma per la legge gallese tutti i figli (legittimi o no) avevano gli stessi diritti di eredità. I fratellastri di Hywel, Dafydd e Rhodri, lo costrinsero a scappare in Irlanda, dove raccolse un esercito con cui tornò in patria per reclamare parte del regno, ma fu sconfitto e ucciso nella battaglia di Pentraeth nell'Anglesey.
Hywel fu anche un poeta di cui ci restano otto poemi, tra cui il meglio noto è probabilmente il Gorhoffedd Hywel ab Owain Gwynedd in cui egli elogia il regno paterno per le sue bellezze naturali e per le sue belle donne. Altri poemi comprendono gli esempi più antichi di poesia d'amore gallese a noi noti che potrebbero indicare un'influenza della poesia cortese francese. Hywel ebbe due figli:
- Gruffudd ap Hywel ab Owain Gwynedd
- Caswallawn ap Hywel ab Owain Gwynedd